# Neomitranthes stictophylla
Neomitranthes stictophylla är en myrtenväxtart som först beskrevs av Graziela Maciel Barroso och Ariane Luna Peixoto, och fick sitt nu gällande namn av M.C.Souza. Neomitranthes stictophylla ingår i släktet Neomitranthes och familjen myrtenväxter. Inga underarter finns listade i Catalogue of Life.